# Klooster Stad Gods

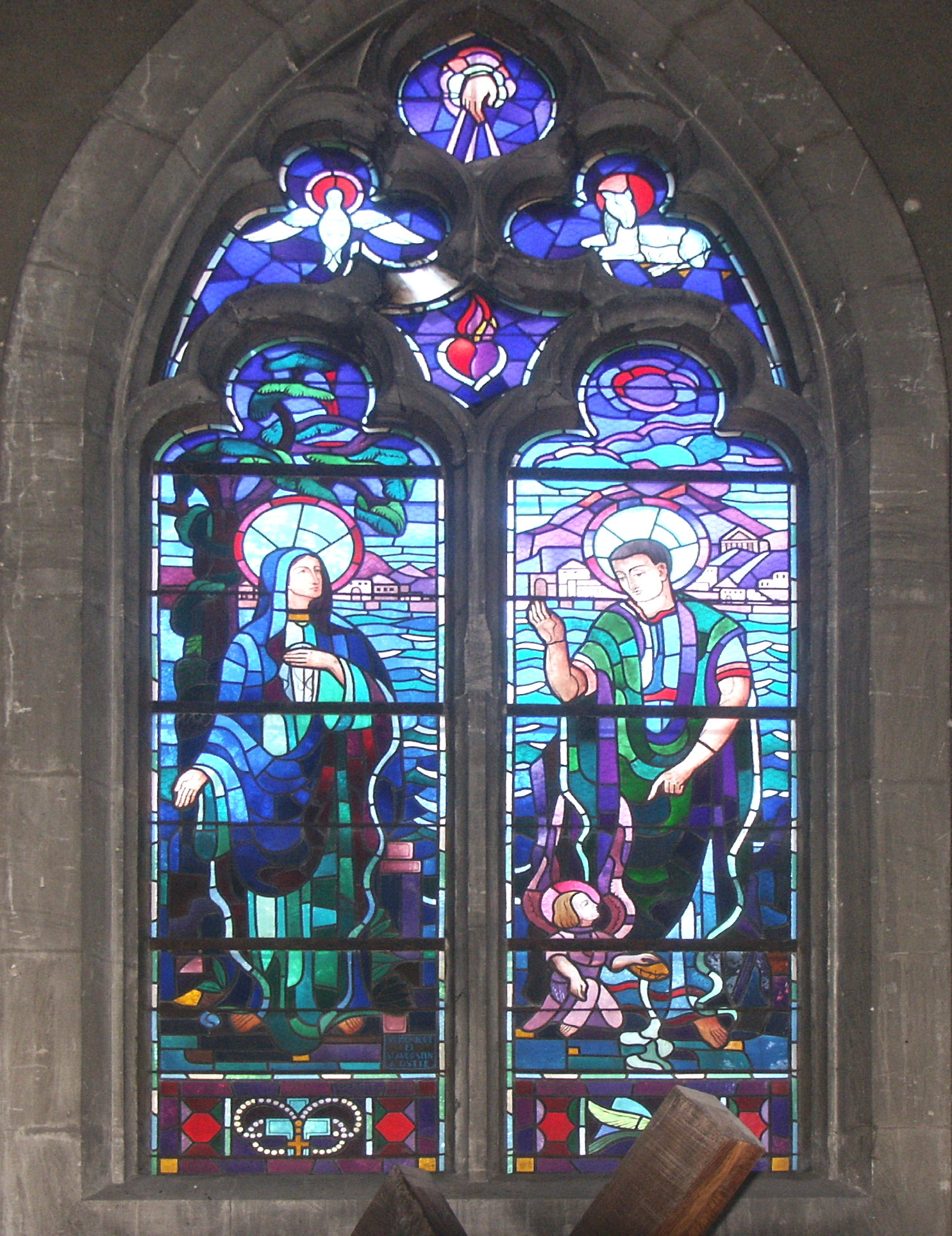
Sint Monica en haar heilige zoon – Sint Augustinus.

Het Klooster Stad Gods was een klooster in het zuidoosten van Hilversum, gelegen in een bosrijk gebied ten noorden van de Soestdijkerstraatweg. Het klooster behoorde de Zusters Augustinessen van Sint-Monica. Het gebouw is gelegen in een gebied dat, naar middeleeuwse activiteiten aldaar, Monnikenberg wordt genoemd. De zusters Augustinessen van Sint-Monica bewoonden het pand sinds 1946. De naam Stad Gods is afgeleid van De civitate Dei (Over de stad Gods), het hoofdwerk van Sint Augustinus – de naamgever van de orde.

## Geschiedenis
Het oorspronkelijke gebouw, een ontwerp van J.F. Klinkenberg, werd in 1900 als villa gebouwd. Tijdens de Duitse bezetting werd het gevorderd en gebruikt om er Joodse weeskinderen te herbergen. Nog tijdens de oorlog besloot de eigenares, die niet meer wilde wonen in een pand van waaruit talloze joodse weeskinderen waren gedeporteerd, de villa te verkopen. Het huis kwam in handen van een stichting die tot doel had het monastieke leven in Nederland te bevorderen. In 1946 konden de zusters Augustinessen er hun intrek nemen. In de loop der daaropvolgende jaren werden er aan de villa een kapel en drie woonvleugels toegevoegd.

## Activiteiten
Het klooster maakte deel uit van de congregatie van de Zusters Augustinessen van Sint-Monica, een biddende congregatie die zich vanaf de stichting toelegt op de zorg voor de allerzwaksten in de samenleving. De Hilversumse vestiging diende vooral als rusthuis voor moeders die, om welke reden dan ook, de druk van hun (vaak grote) gezin niet meer aankonden.
De nabij het klooster gelegen en door de zusters aangelegde speeltuin diende vooral als onthaal voor de kinderen die 's zondags, in gezelschap van hun vader, hun vermoeide moeders kwamen bezoeken. Niet lang na de aanleg ervan werd de speeltuin overigens een aantrekkelijk uitje voor schoolreisjes uit de omgeving van Het Gooi.
De zusters onderhielden daarnaast in de bossen rondom hun klooster een aantal blokhut-achtige vakantiehuisjes, bedoeld voor gezinnen die anderszins niet in staat zouden zijn vakantie te houden.

## Vertrek en sluiting
In december 2012 werd bekendgemaakt dat de instandhouding van het te grote huis te zwaar werd voor de 12 zusters, en dat ze zouden gaan verhuizen naar Utrecht. Het klooster en het terrein zouden worden overgedragen aan het Goois Natuurreservaat. Op 15 mei 2014 vertrokken de laatste zusters naar de communiteit aan de Waterstraat in Utrecht. Op 4 maart 2014 zijn de zusters geëerd door burgemeester Pieter Broertjes van Hilversum. Van 2017 tot 2020 was het gebouw de locatie voor de televisieserie Dream School.